# Estación de Albigny-Neuville
La estación de Albigny - Neuville, antes llamada Villevert - Neuville es una estación ferroviaria francesa de la línea París - Marsella, situada en la comuna de Albigny, en el departamento de Ródano, en la región de Ródano-Alpes. Por ella transitan únicamente trenes regionales. 

## Historia
La estación fue abierta en 1855 pocos meses después de la puesta en marcha del tramo Châlon-sur-Saône - Lyon por parte de la Compañía de los Ferrocarriles de París a Lyon y al Mediterráneo. 

## Descripción
La estación de viajeros se compone de tres andenes, dos laterales y uno central al que acceden cuatro vías numeradas como A,B,C y D.

## Servicios ferroviarios

### Regionales
Los TER Ródano Alpes recorren los siguientes trazados:
- Línea Villefranche-sur-Saône - Vienne.
- Línea Roanne - Lyon.